# ホークス・ベイ (NPC)
ホークス・ベイ（Hawke's Bay）は、NPC（ナショナル・プロヴィンシャル・チャンピオンシップ、ニュージーランド州代表選手権）に出場するラグビーユニオンのチーム。Hawke's Bay Magpies（ホークス・べイ・マグピーズ）ともいう。Magpyはカササギのこと。ニュージーランドのネーピアを本拠地とし、ホークス・ベイ・ラグビーユニオンの代表チームである。

## 概要
プレイングカラーは黒と白。カササギ（Magpy）をマスコットイメージとしているため、Hawke's Bay Magpies（ホークス・べイ・マグピーズ）と呼ばれる。
スーパーラグビーのハリケーンズのフランチャイズでもあり、ホークス・ベイとハリケーンズの両方でプレーする選手が多い。

## ホームスタジアム
ホームスタジアムは、ネーピアにあるマクリーン・パーク（McLean Park）。観客収容人数は19,700人。

## 歴史
1884年、ホークス・ベイ・ラグビーユニオンが設立。
1885年、サッカークラブである ネーピア・フットボールクラブが、ラグビーのルールを採用。これをチーム創立としている。
1878年までに、ネーピア・フットボールクラブは、「ホークス・ベイ」と名乗るようになる。1891年にはニュージーランドラグビー協会が作られた。
1922年8月9日から1927年6月3日まで、ニュージーランド国内の州代表大会ランファーリー・シールドにおいて、25連覇した。1966年9月24日から1969年9月27日までに、22連覇した。
1976年にNPC（ナショナル・プロヴィンシャル・チャンピオンシップ、ニュージーランド州代表選手権）が創設され、参加している。
2020年10月4日から2022年9月17日まで、ランファーリー・シールドで14連覇した。
2023年、NPCで初めての決勝進出となり、タラナキに19-22で敗れ、準優勝となった。

## 優勝履歴
NPC（ナショナル・プロヴィンシャル・チャンピオンシップ） 第2ディビジョン ノースアイランド
優勝：1979
NPC 第2ディビジョン
優勝：1988, 1990, 2001, 2002, 2003, 2005
ITM Cup（NPC）チャンピオンシップ
優勝：2011, 2015
Mitre 10 Cup（NPC）チャンピオンシップ・ディビジョン
優勝：2020